# Jeanne d'Alcy
Jeanne d'Alcy, född 20 mars 1865 i Vaujours, Seine-Saint-Denis, Frankrike, död 14 oktober 1956 i Versailles, Yvelines, var en fransk skådespelare som medverkade i en rad filmer under filmmediets barndom, åren 1896–1903. Hon medverkade i flera filmer av Georges Méliès och var gift med honom från 1926 till hans död 1938.
d'Alcy gestaltas i filmen Hugo Cabret (2011) av Helen McCrory.

## Filmografi (urval)
- Le Manoir du diable (1896)
- Faust et Marguerite (1897)
- Pygmalion et Galathée (1898)
- Jeanne d'Arc (1899)
- Barbe-bleue (1901)